# Psilomastix
Psilomastix is een kevergeslacht uit de familie van de boktorren (Cerambycidae). De wetenschappelijke naam van het geslacht werd voor het eerst geldig gepubliceerd in 1922 door Schmidt.

## Soorten
Psilomastix omvat de volgende soorten:
- Psilomastix coerulans (Fairmaire, 1884)
- Psilomastix cuprea (Fåhraeus, 1872)
- Psilomastix friesii (Fåhraeus, 1872)
- Psilomastix suturale (Aurivillius, 1908)
- Psilomastix tessmanni Schmidt, 1922